# Équipe d'Ouzbékistan féminine de handball
L'équipe d'Ouzbékistan féminine de handball représente l'Ouzbékistan lors des compétitions internationales féminines de handball.
Elle a participé à deux championnats du monde, terminant 21e en 1997 et 30e en 2021. Elle participe aussi régulièrement aux championnats d'Asie, où sa meilleure performance est une 4e place obtenue en 1997.

## Parcours
Championnats du monde
- 1997 : 21e/24[1]
- 2021 : 30e/32

Championnats d'Asie
- 1997 – 4e
- 2002 – 7e
- 2008 – 9e
- 2010 – 6e
- 2012 – 6e
- 2015 – 5e
- 2017 – 5e
- 2021 – 5e
- 2022 – 8e
- 2024 – forfait